# Chrysocelis
Chrysocelis is een geslacht van schimmels behorend tot de familie Mikronegeriaceae. Het typesoort is Chrysocelis lupini.

## Soorten
Volgens Index Fungorum telt het geslacht vijf soorten (peildatum maart 2023):
| Soortnaam                  | Auteur(s)                             | Publicatiejaar |
| -------------------------- | ------------------------------------- | -------------- |
| Chrysocelis butleri        | (Dietel, Syd. & P. Syd.) G.F. Laundon | 1963           |
| Chrysocelis globbae        | Syd.                                  | 1931           |
| Chrysocelis gymnostemmatis | Y. Ono                                | 1981           |
| Chrysocelis lupini         | Lagerh. & Dietel                      | 1914           |
| Chrysocelis muehlenbeckiae | Lagerh. & Dietel                      | 1914           |